# Blaesoxipha chilena
Blaesoxipha chilena är en tvåvingeart som beskrevs av Guilherme A.M.Lopes 1990. Blaesoxipha chilena ingår i släktet Blaesoxipha och familjen köttflugor. Inga underarter finns listade i Catalogue of Life.